# 東和徳町
東和徳町（ひがしわとくまち。または、ひがしわっとくまち）は、青森県弘前市の地名。郵便番号は036-8043。2017年6月1日現在の人口は262人、世帯数は143世帯。

## 地理
周囲を和徳町・県道に囲まれて位置する、JR奥羽本線沿線の町。北東から西にかけて和徳町、南は駅前、東は俵元に接する。

## 歴史

### 沿革
- 1966年（昭和41年） - 和徳から分離、東和徳町になる。

## 交通

### バス
- 弘南バス - 東和徳（ミニバス 弘前バスターミナル - さくら団地線）停留所が置かれる。

## 施設
- こどもの城保育園
- 秀峰館道場
- 専修寺
- 日本人材協同組合
- 小田桐製粉所
- つがる食品
- 八木橋袋店

## 小・中学校の学区
市立小・中学校に通う場合、学区は以下の通りとなる。
| 大字     | 番・番地 | 小学校             | 中学校             |
| -------- | -------- | ------------------ | ------------------ |
| 東和徳町 | 全域     | 弘前市立和徳小学校 | 弘前市立第一中学校 |